# Södermanlands runinskrifter 129
Runinskrift Sö 129 är en till synes rund runsten som sitter inmurad i en stiglucka vid Lids kyrka i Lids socken. I hörnet intill närmast bogårdsmuren står Sö 128.

## Inskriften
Nusvenska: "Björn reste stenen efter brodern Helge."
Ornamentiken består av en rund runslinga som bildar ett ramverk kring ett flätat ringkors. Motivet med sin korslika navkapsel och sina åtta ekrar påminner om ett roterande årshjul eller kanske rent av en sinnebild för livets hjul.

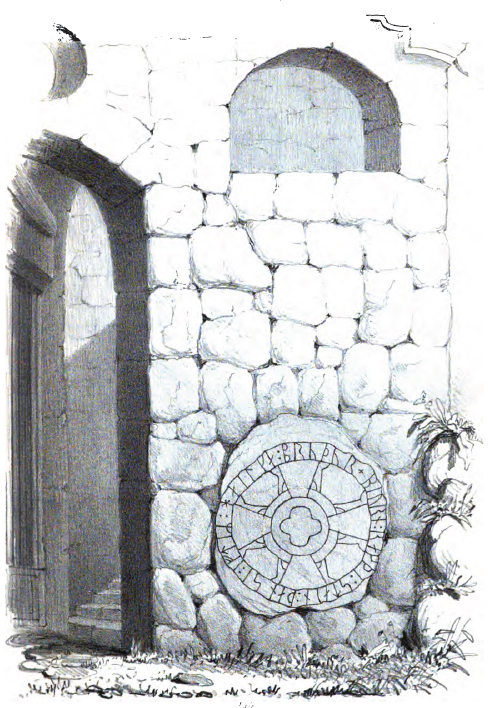
Richard Dybecks teckning från 1855

## Källa
- Runstenar i Södermanland, red. Ingegerd Wachtmeister, Södermanlands museum, 1984, ISBN 91-85066-52-4